# Anax guttatus
Anax guttatus är en trollsländeart som först beskrevs av Hermann Burmeister 1839.  Anax guttatus ingår i släktet Anax och familjen mosaiktrollsländor. IUCN kategoriserar arten globalt som livskraftig. Inga underarter finns listade i Catalogue of Life.

## Bildgalleri

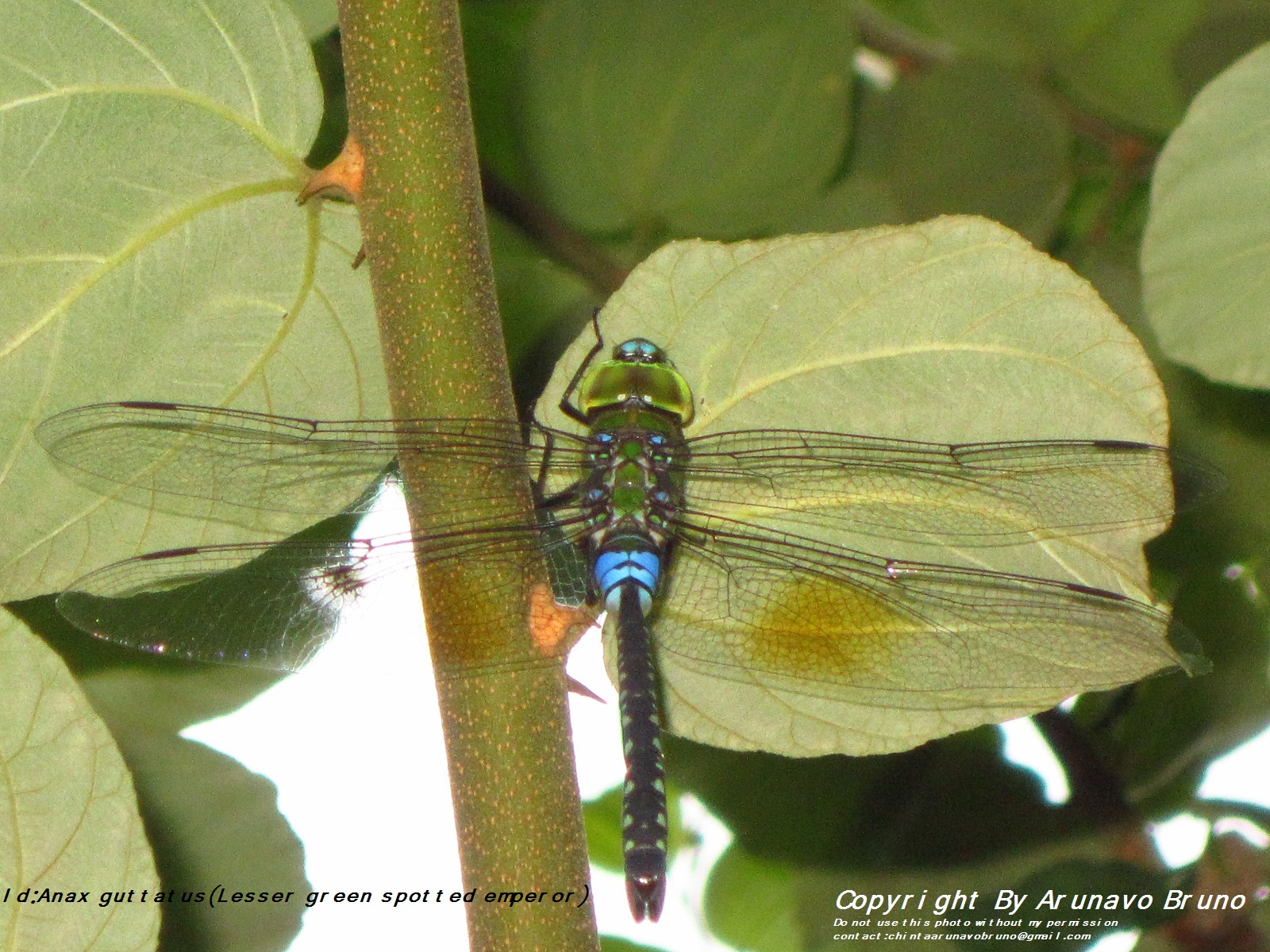
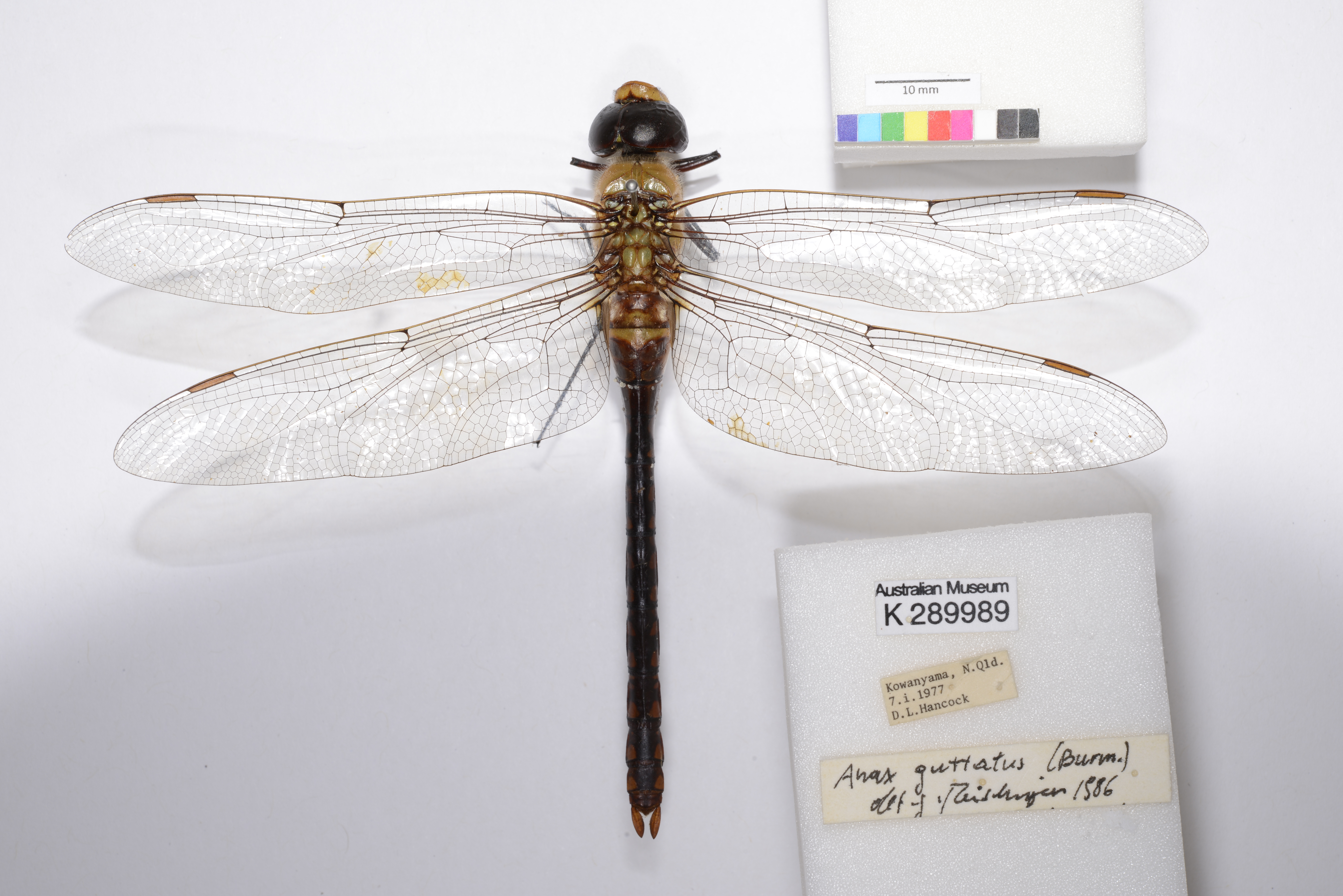
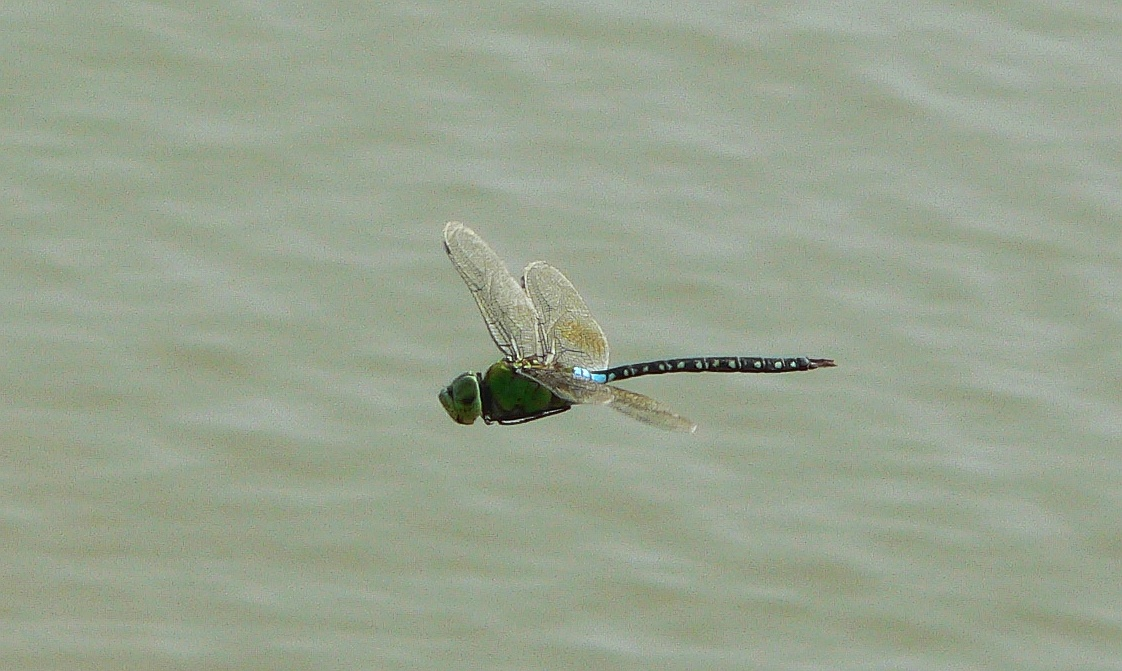